# Kopfpreis 5000 Dollar
Kopfpreis 5000 Dollar ist ein US-amerikanischer Western aus dem Jahr 1949 von R. G. Springsteen mit William Elliott und Marie Windsor in den Hauptrollen.

## Handlung
Zeb Smith wird beim Falschspiel erwischt. Sein Gegner zieht seine Pistole, doch bevor er schießen kann, tritt der Wanderprediger Bruder Joseph dazwischen. Joseph wird getroffen. Zeb flüchtet mit dem schwer verletzten Joseph aus dem Saloon. Joseph liegt im Sterben und beklagt, dass er es nicht geschafft habe, für die Einwohner eine Kirche errichtet zu haben. Zeb fühlt sich schuldig und verspricht, eine Kirche zu bauen. Joseph besteht darauf, dass dies nach der Regel der Bibel geschehen soll.
Zeb erreicht die Stadt Dry Springs. Er liest laut aus Josephs Bibel und fragt einige Pokerspieler, ob sie ihr Geld nicht für den Kirchenbau spenden wollen. Zeb wird ausgelacht. Er wird Zeuge, wie Doll Brown ihren Ehemann Lew Stoner tötet. Um der Rache seiner Brüder Gyp, Red und Dusty zu entgehen, flüchtet sie aus der Stadt. Marshal McLean, ein alter Freund von Zeb, kommt in die Stadt. Auf die Ergreifung von Doll ist eine Belohnung von 5.000 Dollar ausgesetzt. Zeb macht sich auf die Suche nach Doll, will aber erreichen, dass sie sich selber stellt.
Zeb findet Doll, die seine religiöse Ansprache zuerst ablehnt. Sie schlägt Zeb bewusstlos und will weiterreiten, als die Stoners auftauchen. Zeb erwacht und kann die Brüder ablenken und entwaffnen. Doll begleitet nun Zeb nach Cheyenne. Dort will sie Jane Carson ausfindig machen. Jane ist ihre jüngere Schwester und wurde vor Jahren von Lew Stoner weggeschickt. In einem Saloon zieht sie Erkundigungen ein und enthüllt Zeb, dass ihr richtiger Name Mary Carson sei und sie als Outlaw gesucht werde. In diesem Augenblick erscheint Sheriff Duffy, der Doll verhaften und an Marshal McLean ausliefern will. Zeb und Doll können flüchten und Duffy und McLean in einer Nebelbank entkommen.
Hungrig und ohne Geld plant Doll einen Überfall auf eine nahende Postkutsche. Erst im letzten Moment ändert sie ihre Meinung und erreicht mit Zeb eine verlassene Hütte. Als Doll eine Mahlzeit zubereitet, bemerkt Zeb den sich nähernden McLean. Zeb reitet ihm entgegen. McLean enthüllt, dass er Janes Ehemann sei und Doll töten will, um Jane die Erkenntnis, dass ihre Schwester eine gesuchte Verbrecherin ist, zu ersparen. Zeb versucht, McLean von der Hütte abzulenken. Noch bevor er eintreten kann, kommt Doll in einem Kleid heraus. McLean erkennt sie wegen des Kleides nicht, und Doll stellt sich als Julie Gaye vor. Als McLean nach Ogellala wegreitet, gesteht sie, dass sie sich in Zeb verliebt habe und küsst ihn. Zeb verlangt von ihr, sich zu stellen, erst dann könne sie mit ihm zusammen sein. Verärgert weist Doll ihn von sich. Sie will McLean folgen und ihn verführen. In Ogellala nimmt sie sich ein Hotelzimmer direkt neben McLean. Der Marshal hat Sheriff Duffy in die Stadt kommen lassen, der jedoch weder Zeb noch Doll identifizieren kann, die in der Zwischenzeit Geld für Zebs Kirche sammeln.
Nach einigen Wochen arbeitet Doll im Saloon als Sängerin. Zeb bittet Doll, mit ihm die Stadt zu verlassen, da er sich nicht mehr für seine Kirche interessiere. Doch Doll durchschaut ihn und zwingt ihn, sich einzugestehen, dass er immer noch an seinem Glauben hängt. Die Stoners erreichen die Stadt und greifen Zeb auf. Der weigert sich, ihnen zu verraten, wo Doll ist, und wird gefoltert. Sheriff Duffy beendet dies und macht Zeb zum Deputy. Zeb eilt zum Hotel und verhaftet in McLeans Zimmer Doll. Als Zeb erfährt, dass die Stoners von Dolls Verhaftung wissen, öffnet er ihre Zelle und gibt ihr eine Waffe. Anstatt mit ihm zu fliehen, lockt sie ihn in die Zelle und schließt ihn ein. McLean erscheint und wird von Doll angeschossen. Doll erfährt nun von Zeb, dass McLean ihr Schwager ist. Zeb holt einen Arzt, währenddessen schwört Doll dem Marshal, niemals ihre Schwester zu kontaktieren. Aus Zebs Bibel liest sie den Psalm 23 vor, als die Stoner-Brüder ins Gefängnis stürmen und sie niederschießen. Gyp will ihr den Gnadenschuss geben, als Zeb mit dem Arzt erscheint und alle drei Brüder erschießt. Der Arzt versichert McLean, dass er genesen wird. Zeb und die verletzte Doll umarmen sich und lesen gemeinsam den sechsten und letzten Vers des Psalms.

## Produktion

### Hintergrund
Gedreht wurde der Film vom 6. Dezember bis Ende Dezember 1948 in den MGM-Studios in Sedona in Arizona sowie auf der Iverson Movie Ranch in Chatsworth.

### Stab
James W. Sullivan oblag die künstlerische Leitung. John McCarthy Jr. und Charles S. Thompson waren für das Szenenbild zuständig, Adele Palmer für die Kostüme. Verantwortlich für die Spezialeffekte waren die Brüder Theodore und Howard Lydecker. Yakima Canutt arbeitete als Regisseur der Second Unit. Morton Scott war der musikalische Direktor.

### Besetzung
In kleinen nicht im Abspann erwähnten Nebenrollen traten Richard Alexander, Olin Howland, Lillian Molieri, Eva Novak und Hank Worden auf.

## Veröffentlichung
Die Premiere des Films fand am 29. Mai 1949 in New York statt. In der Bundesrepublik Deutschland kam er am 20. Februar 1953 in die Kinos.

## Kritiken
Das Lexikon des internationalen Films schrieb: „Western mit wenig geschmackvoll applizierter religiöser Motivation.“
Der Kritiker des TV Guide fühlte sich an das Bühnenstück Miss Thompson von W. Somerset Maugham erinnert. Die Drehbuchautoren haben das Stück in den Wilden Westen transportiert und auf Lacher und Effekte hin inszeniert.